# Sphingius zhangi
Espèce
Sphingius zhangi est une espèce d'araignées aranéomorphes de la famille des Liocranidae.

## Distribution
Cette espèce est endémique du Guangxi en Chine,. Elle se rencontre vers Nanning.

## Description
Le mâle holotype mesure 4,14 mm et la femelle paratype 4,42 mm.

## Étymologie
Cette espèce est nommée en l'honneur de Yong-qiang Zhang.

## Publication originale
- Zhang, Fu & Zhu, 2009 : Spiders of the genus Sphingius (Araneae: Liocranidae) from China, with descriptions of two new species. Zootaxa, no 2298, p. 31-44.